# Amour et Swing
Amour et Swing (titre original : Higher and Higher) est un film américain réalisé par Tim Whelan, sorti en 1943.

## Synopsis
Drake est ruiné. Ses employés de maison n'ont pas touché leurs gages depuis plusieurs semaines. Mike, le valet, a alors l’idée de faire passer Millie, la femme de chambre, pour la fille de Drake et de lui trouver ainsi un riche prétendant. Leur premier échec est Frank, le crooner, puis Fitzroy Wilson qui se révèlera être aussi "noble" que Millie est fille de milliardaire. Mais, finalement, tout s’arrange. Mike se décide enfin à déclarer sa flamme à Millie, et on découvre dans la maison une pièce secrète débordante de bouteilles d’alcool et de vin fin. Il ne reste plus à Drake qu’à ouvrir un bar.

## Fiche technique
- Titre : Amour et Swing
- Titre original : Higher and Higher
- Réalisation : Tim Whelan
- Scénario : Jay Dratler et Ralph Spence d’après la pièce de Gladys Hurlbut et Joshua Logan, et la comédie musicale de Richard Rodgers et Lorenz Hart
- Photographie : Robert De Grasse
- Musique : Richard Rodgers
- Son : Jean L. Speak
- Montage : Gene Milford
- Costumes : Edward Stevenson
- Direction artistique : Albert S. D'Agostino et Jack Okey
- Décors : Darrell Silvera et Claude Carpentier
- Chorégraphie : Ernst Mátray
- Production : Tim Whelan
  - Production associée : George Arthur
- Distribution : RKO[Où ?]
- Pays de production :  États-Unis
- Format : Noir et blanc, 35 mm
- Genre : Comédie musicale
- Durée : 90 minutes
- Dates de sortie : 
  - États-Unis : décembre 1943
  - France : 29 janvier 1947

## Distribution
- Michèle Morgan : Millie
- Frank Sinatra : Frank
- Jack Haley : Mike
- Leon Errol : Drake
- Marcy McGuire : Mickey
- Victor Borge : Fitzroy Wilson
- Mary Wickes : Sandy
- Elisabeth Risdon : Mrs Keating
- Barbara Hale : Catherine Keating
- Mel Tormé : Marty
- Paul Hartman : Byngham
- Grace Hartman : Hilda
- Dooley Wilson : Oscar
- Ivy Scott : Miss Whiffin
- Rex Evans : M. Green
- Stanley Logan : le directeur de l’hôtel
- Ola Lorraine : Sarah
- King Kennedy : M. Duval
- Robert Andersen : le speaker

Acteurs non crédités
- Edward Fielding : le prêtre
- Larry Steers : un invité au mariage

## Autour du film
- Amour et Swing est le troisième des cinq films tournés par Michèle Morgan aux États-Unis pendant la Seconde Guerre mondiale. Bien que doublée par Martha Mears pour les chansons, elle y danse avec, semble-t-il, beaucoup de facilité. Un aspect inattendu de son talent.
- L'une des premières figurations de Dorothy Malone dans le rôle d'une demoiselle d'honneur.
- Une des toutes premières apparitions de Frank Sinatra dans son propre rôle de crooner de charme.